# Cesare Musatti (pediatra)
Cesare Musatti (Venezia, 1846 – Venezia, 1930) è stato un medico e letterato italiano.

## Biografia
Nato in una famiglia ebraica, fu uno dei pochi medici italiani dell'epoca specializzati in pediatria.
Il suo lavoro e il suo interesse per la lingua veneziana lo portarono nel 1886 a redigere il volumetto Amor materno nel dialetto veneziano, una collezione dei vari modi di dire con cui le madri veneziane erano solite vezzeggiare i propri figlioletti. Fu autore inoltre di altre pubblicazioni sulle tradizioni popolari veneziane.
Era prozio del celebre psicoanalista Cesare Musatti, al quale fu dato il suo nome come segno di riconoscenza per aver visitato il piccolo, nato settimino.